# Jean-Francis Auburtin
Jean-Francis Auburtin (Parigi, 2 dicembre 1866 – Dieppe, 22 maggio 1930) è stato un pittore francese.
La sua arte, influenzata da quella di Pierre Puvis de Chavannes, è legata al movimento del simbolismo.

## Biografia
Figlio primogenito di una famiglia di quattro figli, suo padre Alexandre Émile Auburtin (1838-1899), architetto della città di Parigi, era originario della Lorena. Jean-Francis Auburtin si iscrisse alla scuola alsaziana di Parigi nel 1875.
Formatosi in gioventù dal pittore Louis-Théodore Devilly, venne ammesso alla scuola di belle arti di Parigi, che lasciò senza presentarsi al concorso del premio di Roma. Sposò Marthe Deloye, la figlia di un generale d'artiglieria e la sorella di uno dei suoi compagni di classe della scuola alsaziana. La coppia partirà nel 1893 per un lungo viaggio di nozze attraverso l'Italia, tornando alle fonti dell'arte quattrocentesca.
Nel 1897, Auburtin studiò la fauna e la flora sottomarina agli acquari di Roscoff e di Banyuls, dove realizzò degli schizzi numerosi che gli permisero di realizzare nel 1898 Il fondo del mare, una grande decorazione destinata all'anfiteatro di zoologia della Sorbona di Parigi. 

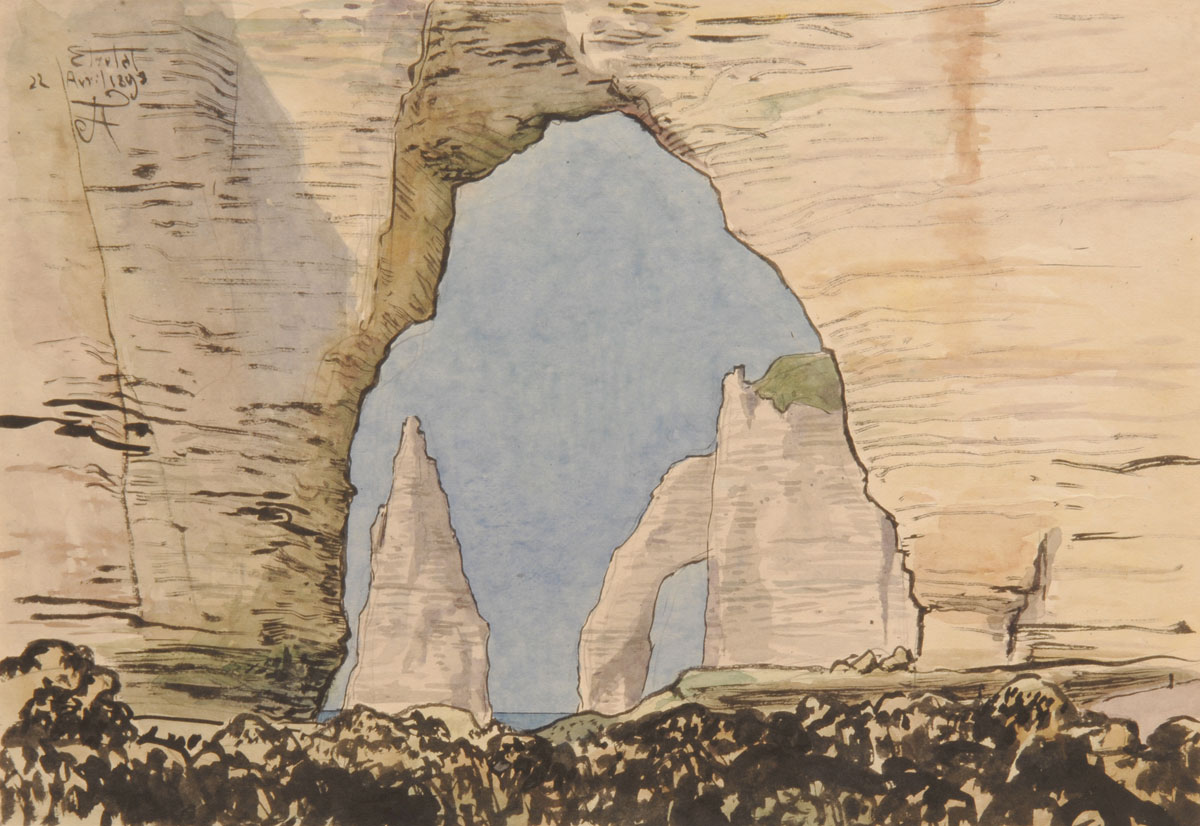
Il Manneporte ad Étretat, 1898

Soggiornò nelle isole d'Oro e per lungo tempo a Porquerolles, poi in Bretagna (Erquy, Bréhat, Ploumanac'h, Belle Île), dove realizzò delle opere conservate al museo di Pont-Aven. Poi scoprì la Corsica, le cime dei Pirenei, i laghi numerosi delle Landes e Talloires sulle rive del lago di Annecy con i suoi amici, il pittore Albert Besnard (1849-1934) e sua moglie, la scultrice Charlotte Besnard (1854-1931). Realizzò inoltre delle opere nella città di Étretat, in Normandia.

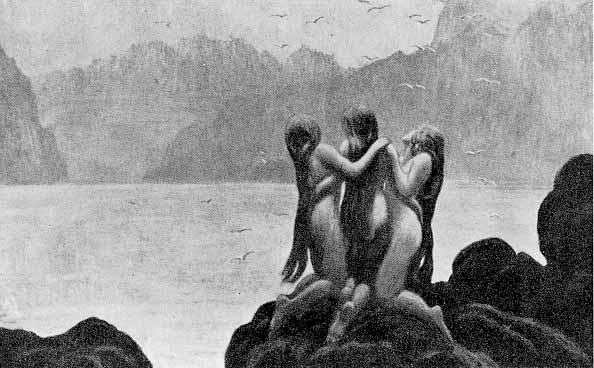
L'eco, 1911

Su richiesta dell'architetto Marius Toudoire nel 1901, Jean-Francis Auburtin partecipò alla decorazione del ristorante Le Train bleu della stazione di Lione a Parigi, con la Città di Nizza destinata ad adornare il vestibolo. In seguito avrebbe esposto delle opere ai Saloni artistici parigini, come L'eco del 1911.
Auburtin scoprì Varengeville-sur-Mer nel 1904. Vi comprò un terreno nel 1907 e chiese a suo fratello, l'architetto Jacques Marcel Auburtin (1872-1926), di fargli costruire una casa. Strinse un legame d'amicizia con Guillaume Mallet, il creatore della tenuta boschiva di Moutiers nel villaggio di Varengeville, già ritratto da Claude Monet, che conoscerà tra il 1896 e il 1897.
Nel suo studio del  quai Carnot a Saint-Cloud, ricevette il suo amico Auguste Rodin con il quale condivideva alcuni modelli. Fu in questo studio che una sua amica, la ballerina statunitense Loïe Fuller, tenne uno spettacolo con la sua compagnia nel 1914. Dal 1909 al 1920 realizzò anche dei guazzi con la scuola di danza di Isadora Duncan.
È sepolto al cimitero marino di Varengeville-sur-Mer.

## Opere nelle collezioni pubbliche
Francia

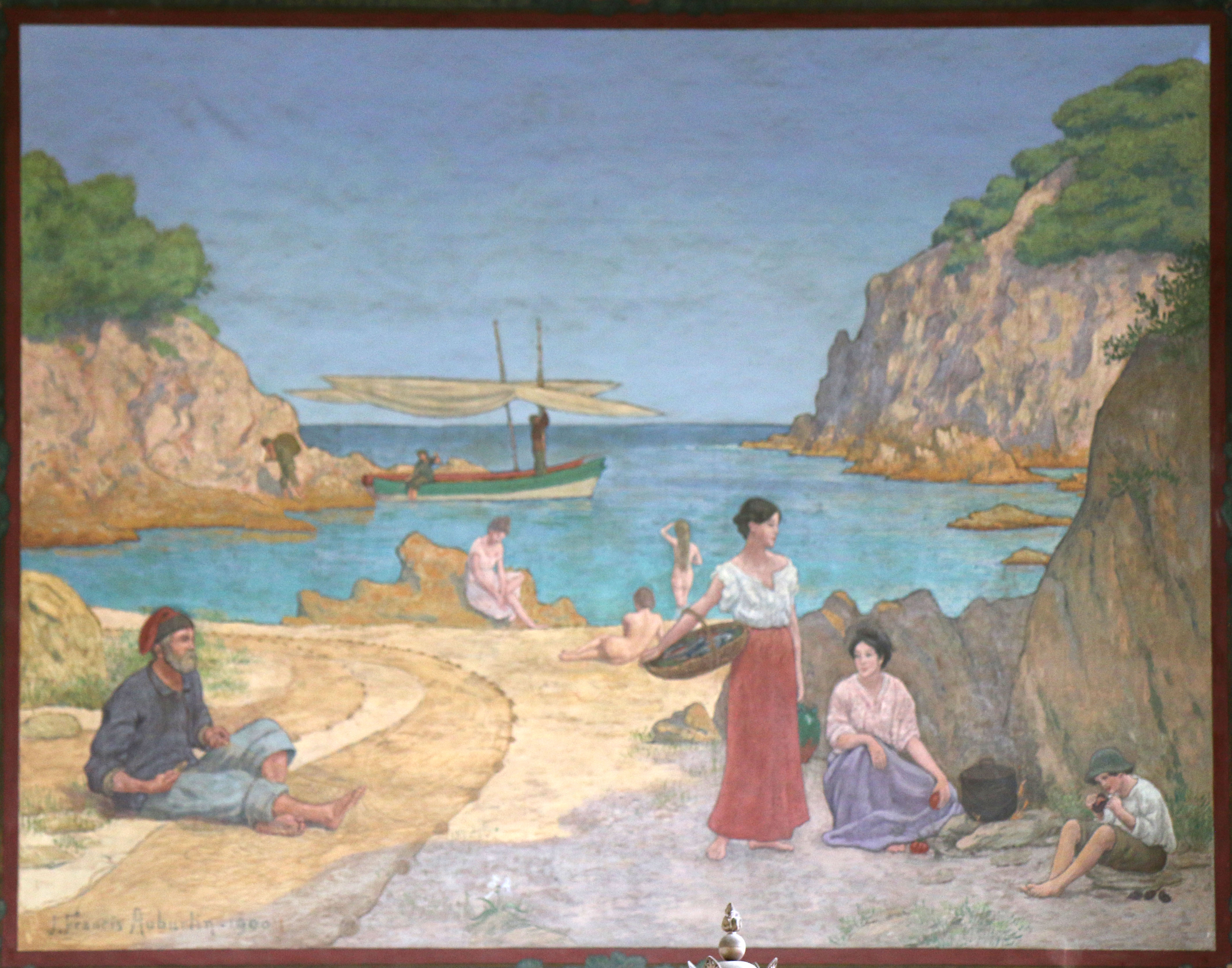
La Calanque, 1900

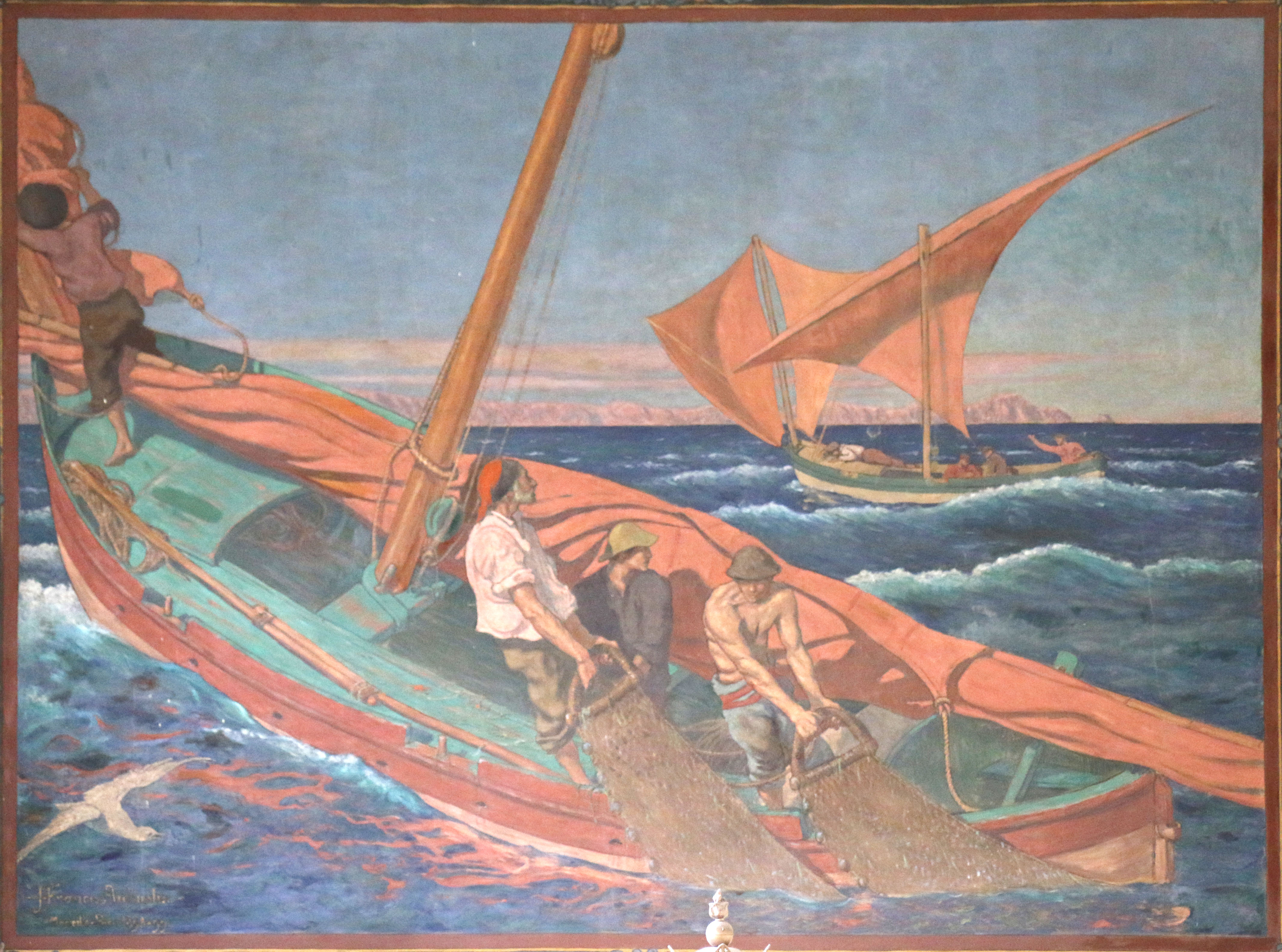
La pesca con il gangui, 1900

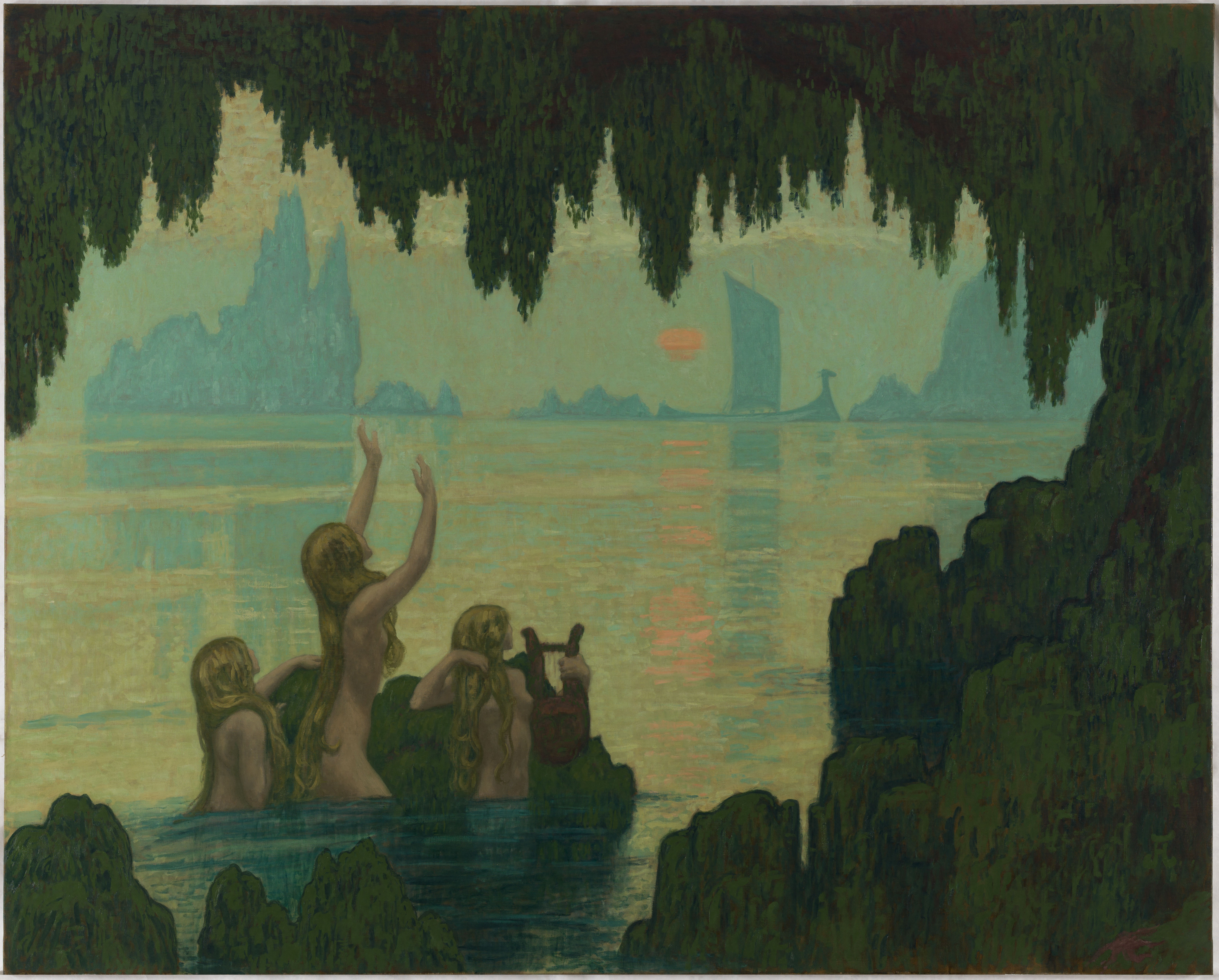
Canti sull'acqua, 1912

- Giverny, museo dell'impressionismo: Varengeville. Raggi gialli alle falesie di Mordal, olio su cartone.
- Ivry-sur-Seine, Fonds municipal d'art contemporain de la Ville de Paris: Il fondo del mare, 1898, olio su tela.
- Le Havre, museo d'arte moderna André Malraux:
  - Il Manneporte ad Étretat, 1898
  - La spiaggia a Pourville, 1904, guazzo, carboncino su carta montata su tela;
  - Pini in riva al mare, 1907, guazzo, matita su carta;[6]
  - Falesia e mare agitato, guazzo, matita su carta;[7]
  - Pini e ginestre, guazzo, matita, papier;[8]
  - Falesia a Varengeville, nuvola rosa, guazzo, matita su carta;[9]
  - Mare e falesia a Varengeville, guazzo et matita su carta;[10]
  - Falesie di Pourville, guazzo, matita su carta;[11]
  - Falesia con nuvola rosa, guazzo, matita su carta;[12]
  - Effetto di nuvole sui pini in riva al mare, guazzo, carboncino su carta;[13]
  - Varengeville. Grande effetto di nuvole, riva del mare, guazzo, carboncino su carta.[14]
- L'Isle-Adam, museo d'arte e storia Louis-Senlecq: Tre giovani ragazze nude sulla spiaggia, 1901, olio su tela.
- Marsiglia, museo di storia naturale: La Calanque e La pesca con il gangui, 1900, due affreschi.[15]
- Meudon, museo d'arte e storia: Erquy, 1897 circa, guazzo su carta.
- Morlaix, museo di belle arti:
  - Sera, Goulphar, Belle-Ile-en-Mer, 1915;[16]
  - Goulphar, riflessi gialli, 1895-1896 circa.
- Parigi:
  - musée des beaux-arts de la ville de Paris: Canti sull'acqua, 1912, olio su tela, acquistato dallo stato al Salone del 1912.[2]
  - scuola nazionale superiore di belle arti: Partenza di Ulisse e di Penelope per Itaca, 1892, olio su tela.
  - museo del Louvre:
    - Vista di un'immensa isola rocciosa, 1897, disegno, matita nera, carta beige, pennello, inchiostro di china;[17]
    - Studio di un'orata, 1897, disegno, matita nera, pennello, inchiostro di china.[18]

  - museo d'Orsay:
    - Le ninfe, la foresta e il mare, realizzato tra il 1886 e il 1924, olio su tela;
    - Orfeo, 1906, olio su tela.[19]

  - Sorbona, salla delle commissioni: Un frutteto in riva al mare, 1904, quattro pannelli decorativi.[20]
- Pau, museo di belle arti: Sera, isole di Porquerolles, 1904, disegno, pastello su carta montata su tela.[21]
- Pont-Aven, museo di belle arti: Belle-Île, Goulphar, 1896, olio su tela.
- Rouen, museo di belle arti: Tre tele e sei opere su carta, tra cui Paesaggio simbolista et La grotta blu.
- Ubicazione sconosciuta:
  - L'Essor, 1909, olio su tela, deposito del grande anfiteatro della facoltà di medicina lionese.

Russia
- San Pietroburgo, museo dell'Ermitage: Paesaggio con uno stagno invaso, guazzo.

## Opere esposte al Salone
- 1906: Orfeo.
- 1907: La foresta e il mare.
- 1908: L'alba dei cigni.
- 1910: Il giardino del mare.
- 1911 : L'eco.
- 1912 : Canti sull'acqua.
- 1913 : Il cigno, notturno.

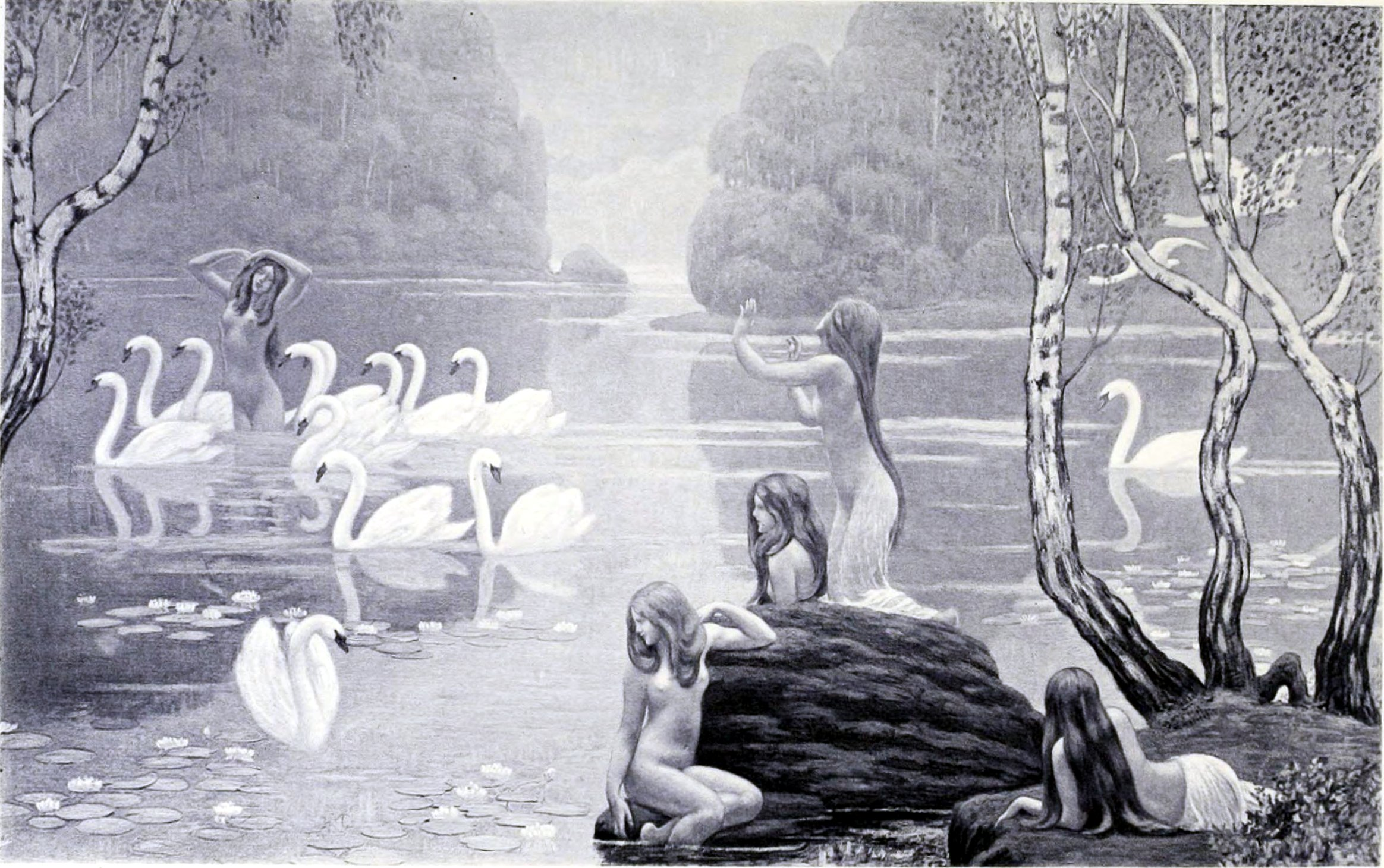
L'alba dei cigni, 1908

- 1914 : Quando arriva la primavera.

## Omaggi
Dal 2005 esiste un'Associazione degli amici e discendenti di Jean-Francis Auburtin (l'Associazione Auburtin), la cui sede è il municipio di Nantiat (Alta Vienne), e il cui scopo è realizzare un catalogo ragionato dell'artista, di far conoscere e promuovere la sua opera.